# Parc des expositions de Nancy
Le parc des expositions de Nancy est un complexe destiné aux expositions, foires et manifestations événementielles situé au sud de Nancy sur la commune de Vandœuvre-lès-Nancy. La foire-exposition internationale de Nancy s'y déroule chaque année à la fin du mois de mai.

## Infrastructure
Le parc des expositions comporte huit bâtiments principaux et des bâtiments annexes, sur une surface de 24 000 m2 net.

## Historique
La première foire avait été organisée en 1927 à l'initiative de commerçants et hôteliers nancéiens, dans le centre-ville, Place Carnot et Cours Léopold. Elle s'est retrouvée à l'étroit, et des travaux débutent sur le site de la Malgrange en août 1963. En 1964 le parc est composé de quatre bâtiments sur 15 hectares, et est inauguré en présence de Valéry Giscard d'Estaing. Réhabilités dans les années 1990, le parc va subir une démolition partielle pour la construction d’un bâtiment de 10 000 m2, avec 20 000 m2 de terrasses.

## Manifestations majeures

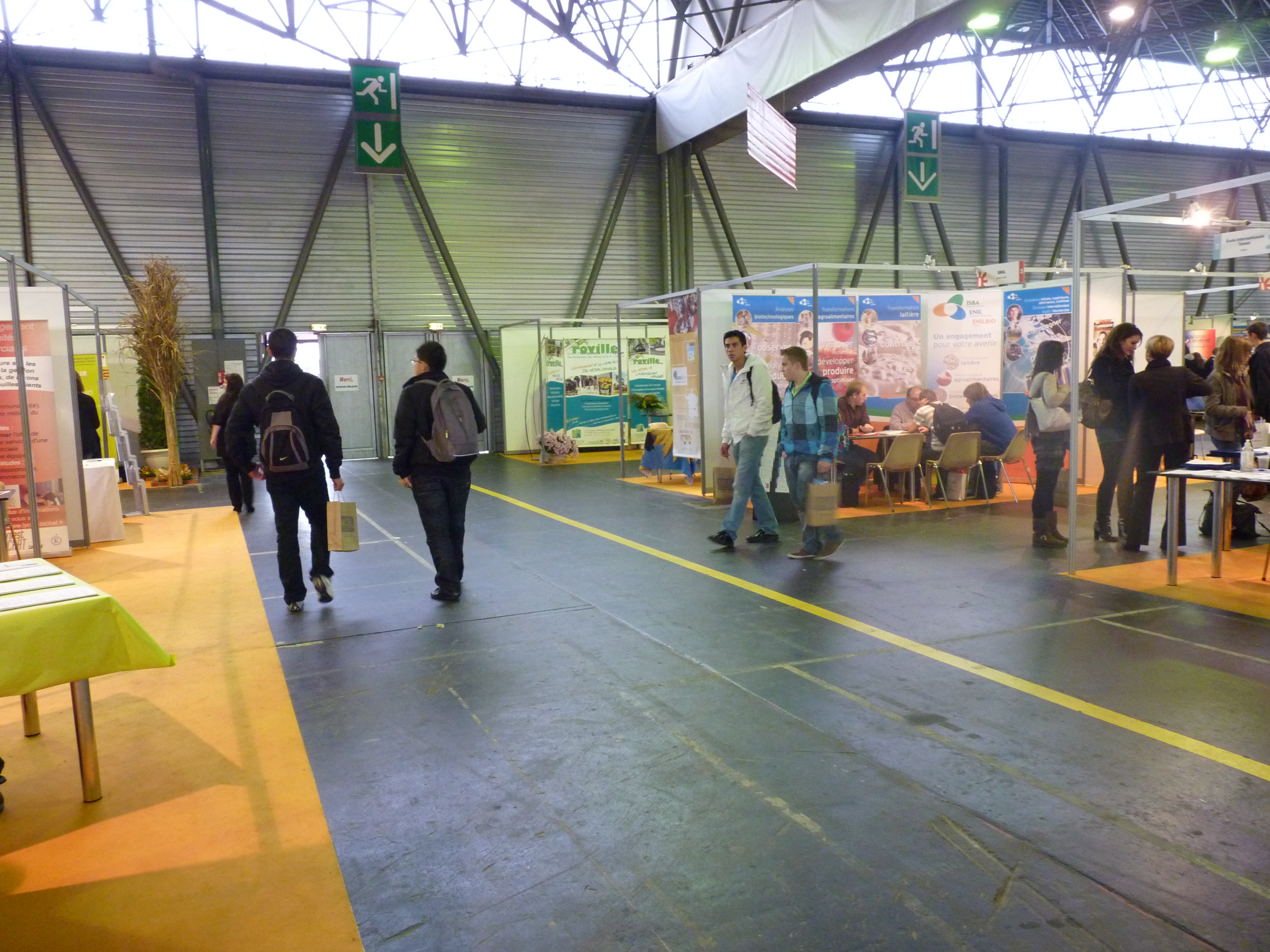
Salon Oriaction dans une des halles du parc des expositions.

La foire internationale est une manifestation grand public qui accueille environ 160 000 visiteurs, avec 650 exposants.
En 2011 le pays mis à l'honneur a été le Japon. Chaque année, il accueille notamment : le salon Habitat Déco de Nancy et le salon des Antiquaires et Art Contemporain de Nancy. Il accueille des conventions, des soirées de gala, des concours ainsi que des salons professionnels.